# Ernst Gerlach
Ernst Gerlach (Schönebeck, 19 de março de 1947) é um ex-handebolista alemão oriental, foi campeão olímpico.
Ernst Gerlach fez parte do elenco campeão olímpico de 1980, ele jogou uma partida e anotou dois gols.

## Títulos
- Jogos Olímpicos:
  - Ouro: 1980